# 象山隧道
象山隧道（英語：Xiangshan Tunnel）是广东省江門市黃茅海跨海通道上的其中一条隧道，也是通道中最长的一条。鄰近西部沿海高速公路中和立交、新台高速和狮山隧道。
設計为双向六车道，左右車道于2023年贯通，于2024年年底通車。属于高速公路隧道。

## 历史
2023年8月15日17时，左右車道順利贯通。
2024年12月11日15时，建成通车。

## 施工
隧道由中铁十二局承建。在中国首次将激光雷达技术用在高速公路隧道施工安全监测领域。中铁十二局集团将GIS地理信息、视频监控、物联网传感、数字模型与3D图形处理等多种技术融合。通过大数据使得施工效率和工程质量有了显著提升。
項目先后获得BIM及信息化专项考评第一名、2022年下半年品质工程创建考核评比第一名及中国公路学会隧道与地下空间工程创新奖二等奖。

## 相关
- 狮山隧道